# (7584) Ossietzky
(7584) Ossietzky est un astéroïde de la ceinture principale.

## Description
(7584) Ossietzky est un astéroïde de la ceinture principale. Il fut découvert le 9 avril 1991 à Tautenburg par Freimut Börngen. Il présente une orbite caractérisée par un demi-grand axe de 2,89 UA, une excentricité de 0,08 et une inclinaison de 3,3° par rapport à l'écliptique.

## Compléments